# 시라이 (영화)
《시라이》(일본어: シライサン, 영어: Shirai-san)는 2020년 1월에 개봉한 일본의 공포, 코미디, 미스터리 영화이다.
 오츠이치가 감독을 오츠이치와 아다치 히로타카가 각본을 맡았다.
 일본은 2020년 1월 10일에 대한민국은 2020년 7월 15일에 개봉되었다.

## 줄거리
안구가 파열된 시신이 연이어 발견되는데 시신들의 공통점은

죽기전 뭔가에 홀린듯한 상태였고 사인은 모두 심장마비라는 것.

동생의 돌연사에 의혹을 가진 하루오는 눈앞에서 친구의 끔직한 죽음을

본 미즈키와 죽음에 대한 의혹을 파헤치는 중 미스터리한 괴담을 듣는데

## 출연진

### 주연
- 이토요 마리에 - 미즈키 역
- 이나바 유우 - 하루오 역
- 소메타니 쇼타 - 히데아키 와타나베 역

### 조연
- 오시나리 슈고 - 코타 마미야 역
- 타니무라 미츠키 - 푸유미 마미야 역
- 에노사와 마나미 - 카나 카토 역
- 와타나베 유타로
- 스와 타로